# Sheridan County (North Dakota)
Sheridan County is een county in de Amerikaanse staat North Dakota.
De county heeft een landoppervlakte van 2.517 km² en telt 1.710 inwoners (volkstelling 2000). De hoofdplaats is McClusky.

## Historie
De wetgevende macht van Dakota Territory stichtte de county op 4 januari 1873 en noemde hem naar generaal Philip Henry Sheridan uit de Burgeroorlog. De organisatie van het graafschap was op dat moment nog niet voltooid, maar het nieuwe graafschap werd voor administratieve of gerechtelijke doeleinden niet bij een ander graafschap gevoegd. In 1883 en opnieuw in 1887 werden de grenzen van het graafschap verkleind en op 8 november 1892 werd het graafschap opgeheven en werd het resterende grondgebied toegewezen aan McLean. Dit duurde tot de verkiezingen van 3 november 1908, toen de kiezers van McLean County besloten het oostelijk deel van deze eenheid op te splitsen in een nieuwe county, hoewel de nieuwe grenzen enigszins verschilden van die van het vroegere Sheridan. Het nieuwe districtsbestuur werd op 24 december van dat jaar geïnstalleerd.

## Voetnoten met bronvermeldingen
1. ↑  DT, ND, SD: Individual County Chronologies. web.archive.org (2 april 2018). Gearchiveerd op 2 april 2018. Geraadpleegd op 26 augustus 2022.

Adams County · Barnes County · Benson County · Billings County · Bottineau County · Bowman County · Burke County · Burleigh County · Cass County · Cavalier County · Dickey County · Divide County · Dunn County · Eddy County · Emmons County · Foster County · Golden Valley County · Grand Forks County · Grant County · Griggs County · Hettinger County · Kidder County · La Moure County · Logan County · McHenry County · McIntosh County · McKenzie County · McLean County · Mercer County · Morton County · Mountrail County · Nelson County · Oliver County · Pembina County · Pierce County · Ramsey County · Ransom County · Renville County · Richland County · Rolette County · Sargent County · Sheridan County · Sioux County · Slope County · Stark County · Steele County · Stutsman County · Towner County · Traill County · Walsh County · Ward County · Wells County · Williams County